# 鄧寧頓鎮區 (阿肯色州傑佛遜縣)
鄧寧頓鎮區（英語：Dunnington Township）是位於美國阿肯色州傑佛遜縣的一個行政鎮區。

## 地方資料
鄧寧頓鎮區的面積為103.61平方千米，當中陸地面積為102.20平方千米，而水域面積為1.41平方千米。根據2010年美國人口普查的數據，當地共有人口344人，而人口密度為每平方千米3.32人。